# 一条山镇
一条山镇，是中华人民共和国甘肃省白银市景泰县下辖的一个乡镇级行政单位。

## 行政区划
一条山镇下辖以下地区：
人民路社区、长城路社区、西关社区、南关社区、东关社区、北关社区、水源村和石门村。